# Renato Cipollini
Renato Cipollini (Codogno, 27 agosto 1945 – Ferrara, 13 marzo 2019) è stato un calciatore e dirigente sportivo italiano.

## Carriera

### Giocatore
Cresciuto nella Fiorentina, debutta in Serie C con l'Empoli, passando poi alla SPAL che lo fa debuttare in Serie A. Si alterna con Gabriele Cantagallo l'anno successivo ma a Ferrara conosce anche l'onta della doppia retrocessione. Resta comunque titolare sia in Serie A, che nel 1969 in Serie B ed infine, nel 1970, in Serie C.
Passa quindi prima al Brescia e poi al Como, in Serie B, categoria in cui milita anche l'Atalanta, che lo acquista nell'estate del 1973. Con i bergamaschi disputa quattro campionati, al termine dei quali si trasferisce all'Inter, dove svolge il ruolo di secondo di Ivano Bordon per cinque tornei.

### Dirigente
Al termine della carriera da calciatore diventa un apprezzato dirigente calcistico: dal 1982 al 1985 ricopre il ruolo di segretario generale dell'Inter, passando poi alla SPAL dal 1985 al 1989 come direttore generale, e successivamente al Modena dal 1989 al 1995 come amministratore delegato (rivestendo il ruolo di amministratore unico nella stagione 1994-1995). È poi passato al Bologna rivestendo anche la carica di presidente.
Nel luglio 2011 diventa amministratore delegato del Lecce e successivamente dello Spezia.
Nel novembre 2014 viene nominato direttore generale della Lega Pro al posto di Francesco Ghirelli.

## Palmarès

### Club

#### Competizioni nazionali
- Coppa Italia: 2

Inter: 1977-1978, 1981-1982
- Campionato italiano: 1

Inter: 1979-1980